# Katrin Engelking
Katrin Engelking (* 23. August 1970 in Bückeburg) ist eine deutsche Kinderbuchillustratorin.
Sie studierte an der Fachhochschule für Gestaltung in Hamburg Illustration. Seit 1994 arbeitet sie als freie Künstlerin.
Engelking hat Kinder- und Jugendbücher u. a. von Kirsten Boie, Anne Rikta Grobe, Astrid Lindgren, Bettina Obrecht, Jutta Richter und Ingrid Uebe illustriert und dabei für die Verlage Friedrich Oetinger, Hanser und Ravensburger gearbeitet. Im Katalog der Deutschen Nationalbibliothek sind für Katrin Engelking knapp 120 Titel aufgeführt (Stand Mai 2020). Sie lebt und arbeitet in Hamburg.